# Костієво
Кості́єво (болг. Костиево) — село в Пловдивській області Болгарії. Входить до складу общини Мариця.

## Населення
За даними перепису населення 2011 року у селі проживали 1824 особи.
Національний склад населення села:
| Національність   | Кількість осіб | Відсоток |
| ---------------- | -------------- | -------- |
| болгари          | 1220           | 83,0%    |
| цигани           | 118            | 8,0%     |
| турки            | 109            | 7,4%     |
| Всього відповіли | 1470           |          |

Розподіл населення за віком у 2011 році:
Динаміка населення: